# Allougoum
Allougoum (franska: Allougoum (CR), Allougoum (Commune Rurale), arabiska: اقا ايغان) är en kommun i Marocko.   Den ligger i provinsen Tata och regionen Souss-Massa, i den centrala delen av landet, 400 km söder om huvudstaden Rabat. Antalet invånare är 8 380.